# Вішніцер Марко Львович
Марко Львович Вішніцер (* 10 травня 1878, Рівне — † 15 жовтня 1955, Тель-Авів) — єврейський історик, соціолог і громадський діяч.

## Життєпис
Народився 10 травня 1882 року в Рівному. У 1908—1913 рр. був редактором відділу історії євреїв Європи в «Єврейській енциклопедії» російською мовою.
У 1914—1916 рр. був ініціатором і редактором «Історії єврейського народу» (також російською мовою). Член Єврейського історико-етнографічного товариства в Петрограді і співробітник журналу «Єврейська старина», що виходив раз в три місяці.
У 1920 році разом із дружиною Рахель Вішніцер-Бернштейн, він переїжджає до Лондону, де дружина працює з давньоєврейськими манускриптами в Британському музеї Лондона і Бодлеанській бібліотеці в Оксфорді.
У 1920 — співробітник Надзвичайної дипломатичної місії Української Народної Республіки у Лондоні.
У 1921—1937 рр. — жив в Берліні і був секретарем Товариства взаємодопомоги німецьких євреїв.
З 1925 року — редактор відділу історія «Енциклопедії юдаїки» (німецькою мовою) в Берліні.
У 1937 році — покинув нацистську Німеччину, продовжував культурну та громадську діяльності у Франції, а потім в США і брав участь у редагуванні «Алгемейне енциклопедія» (на їдиш).

## Сім'я
- Дружина — Рахель Вішніцер-Бернштейн (14 квітня 1885, Мінськ — 20 листопада 1989, Нью-Йорк) — американська вчений-мистецтвознавець, письменник, історик єврейського мистецтва. Автор книг про мистецтво єврейського народу, історії та архітектури синагог Європи і США, редактор, науковий куратор, педагог і вчитель.
- Син — Леонард Джеймс Вішніцер (*1924, Берлін) — інженер

## Автор праць
- книга «Євреї в світі» (1935).